# 辯論終結
辯論終結（英語：或cloture，香港稱為剪布）是指提早終結辯論從而直接進行表決程序的過程，多數用來打擊議會冗長辯論。終結辯論的施行在不同的議會各有規定。

## 事例

### 香港
2012年5月17日清晨，香港立法會主席曾鈺成在替補條例草案審議期間行使辯論終結權力，要求議員在當日中午以前完結辯論，結束人民力量立法會議員黃毓民及陳偉業發起拉布戰，透過不斷發言，迫使政府撤回多條他們主觀認為的「惡法」。拉布戰最終在主席曾鈺成引用議事規則「剪布」下，未能阻止遞補機制修訂條例草案獲得通過，不過成功令財務委員會未能趕及討論政府架構重組方案。由於議事規則中並無具體說明可行使辯論終結權力的客觀情況，而立法會本身亦無先例可援，使裁決引起較大爭議。

### 英國
英國下議院傳統是需要表決辯論終結的，但一般執政黨會和主要反對黨在爭議前達成協定，因此較少出現。

### 美國
美國參議院議事規則列明，終結辯論的規程必須獲得五分之三的壓倒性多數（最少60票）支持。這意味著任何參議員只要宣稱進行拉布，而相關法案無法取得五分之三的票數時，多數黨領袖會因為無法確保法案通過而將之擱置。這種強迫多數黨擱置法案的做法稱為「沉默拉布」，因為參議員無須冗長辯論發言也能達到阻撓表決的目的。